# Swansong
Swansong è il quinto album in studio dei Carcass, pubblicato dalla Columbia Records nel 1996.
Rappresentò il debutto per una major e, allo stesso tempo, il loro ultimo lavoro prima dello scioglimento avvenuto nello stesso anno di pubblicazione del disco.

## Descrizione
L'album continua la progressione, cominciata con Heartwork, verso uno stile maggiormente melodico ed orecchiabile, vicino alle sonorità anni settanta dei Black Sabbath. Il  disco raggiunse il 46º posto della Billboard 200.
Parte delle canzoni registrate per quest'album e poi non incluse confluirono nella raccolta Wake Up and Smell the... Carcass.

## Track list
1. Keep on Rotting in the Free World – 3:42 (Walker)
2. Tomorrow Belongs to Nobody – 4:17 (Steer, Walker)
3. Black Star – 3:29 (Regadas, Walker)
4. Cross My Heart – 3:34 (Steer, Walker)
5. Child's Play – 5:43 (Steer, Walker)
6. Room 101 – 4:35 (Steer, Walker)
7. Polarized – 4:02 (Regadas, Steer, Walker)
8. Generation Hexed – 3:48 (Steer, Walker)
9. Firm Hand – 5:22 (Regadas, Walker)
10. Rock the Vote – 3:53 (Walker)
11. Don't Believe a Word – 3:57 (Steer, Walker)
12. Go to Hell – 3:22 (Walker)

## Formazione
- Ken Owen - batteria
- Carlo Regadas - chitarra
- Bill Steer - chitarra
- Jeffrey Walker - basso, voce